# Rue Proudhon (Saint-Denis)
Pour les articles homonymes, voir Rue Proudhon.
La rue Proudhon est une voie de communication de Saint-Denis, prolongée vers Aubervilliers.

## Situation et accès
Elle marquait la limite de la barrière d'octroi, qui a donné son nom à une rue voisine.
Accès
La station de métro Front populaire se trouve sur la place du même nom.

## Origine du nom
Elle porte le nom du théoricien anarchiste et socialiste Pierre-Joseph Proudhon (1809-1865).

## Historique

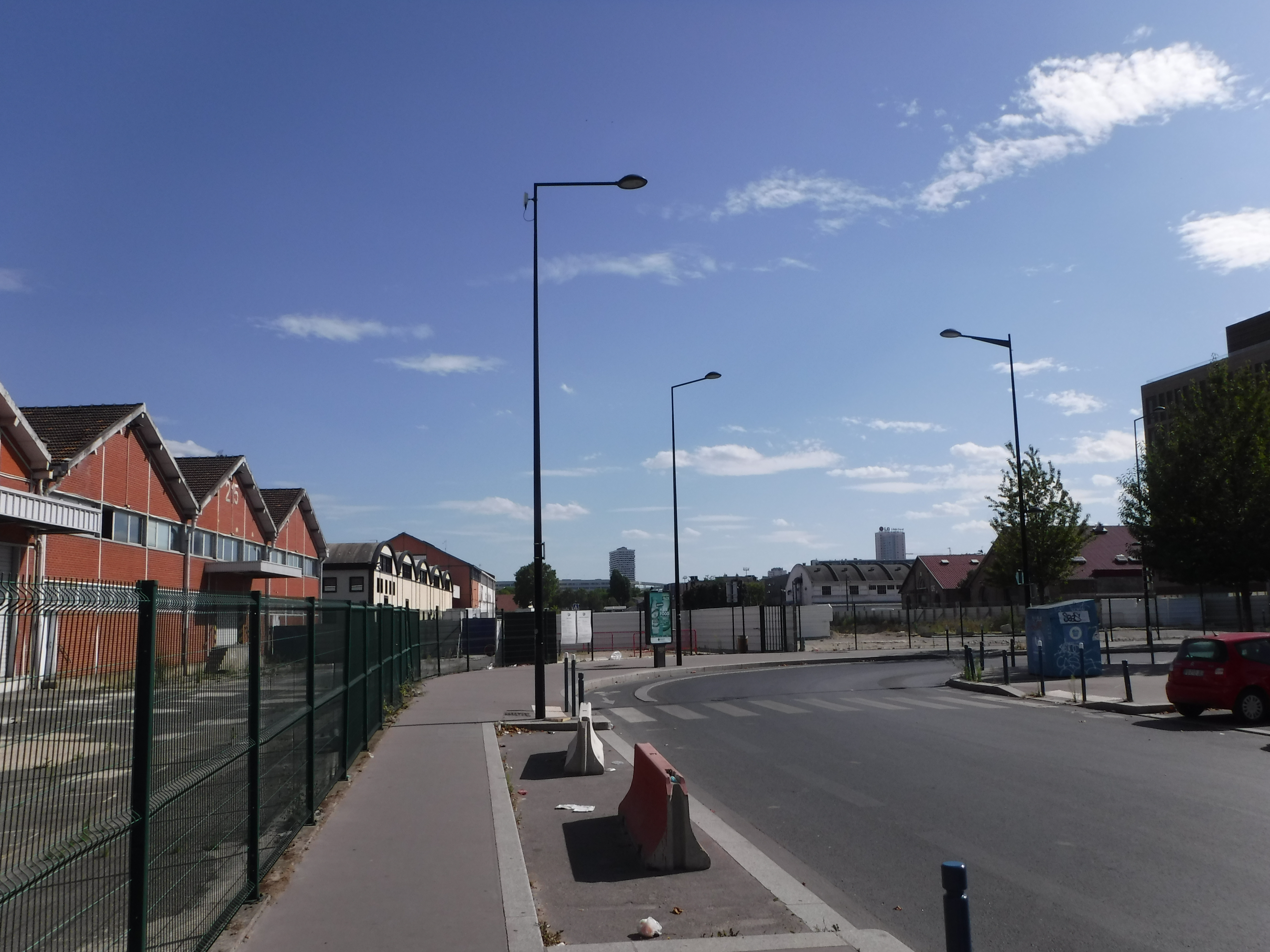
La rue Proudhon en 2020.

À la fin du XIXe siècle, avec la rue des Fillettes, la rue de la Montjoie et la rue du Pilier, elle devient progressivement une zone industrielle attachée aux produits métallurgiques et chimiques. Des usines, raccordées au réseau ferroviaire, s'installent sur des parcelles vendues par la Société Riffaud-Civet.
Au début du XXe siècle, cette rue était un axe de communication entre la gare du chemin de fer du Nord et de Pantin et d'Aubervilliers, supportant notamment une circulation de chargements de charbons et de pavés.

## Bâtiments remarquables et lieux de mémoire
- Au no 30 se trouvent les Studios 107, plateaux de télévision où se sont déroulés plusieurs grands débats d'entre deux tours des élections présidentielles en 2012 et 2017[3].
- Au no 46, l'immeuble Pulse a hébergé le Comité d'organisation des Jeux olympiques et paralympiques de Paris de 2018 à septembre 2024[4]. Fin 2025, le site doit accueuillir les services centraux du Département de la Seine-Saint-Denis[5].

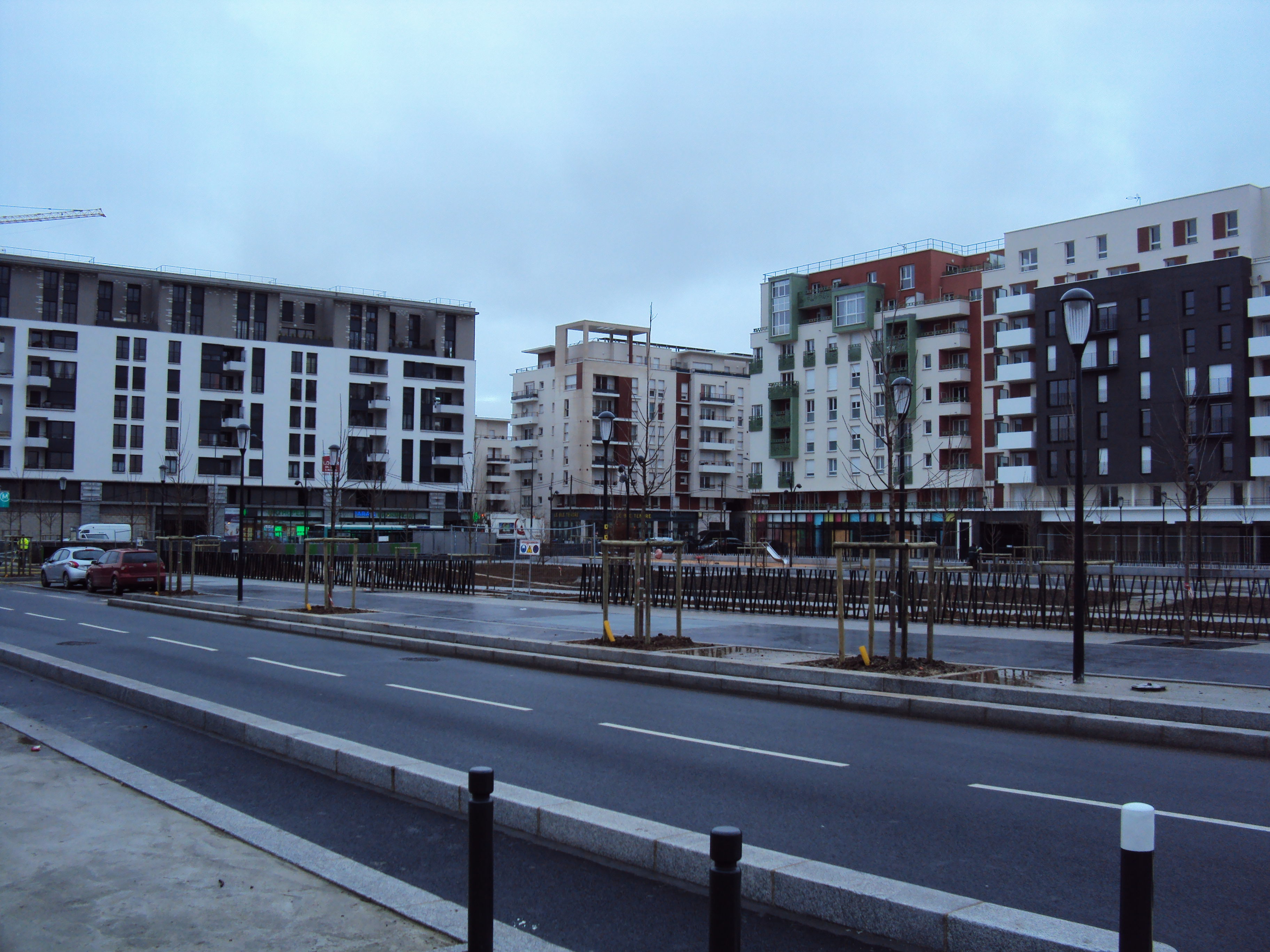
Avant la construction de la station.
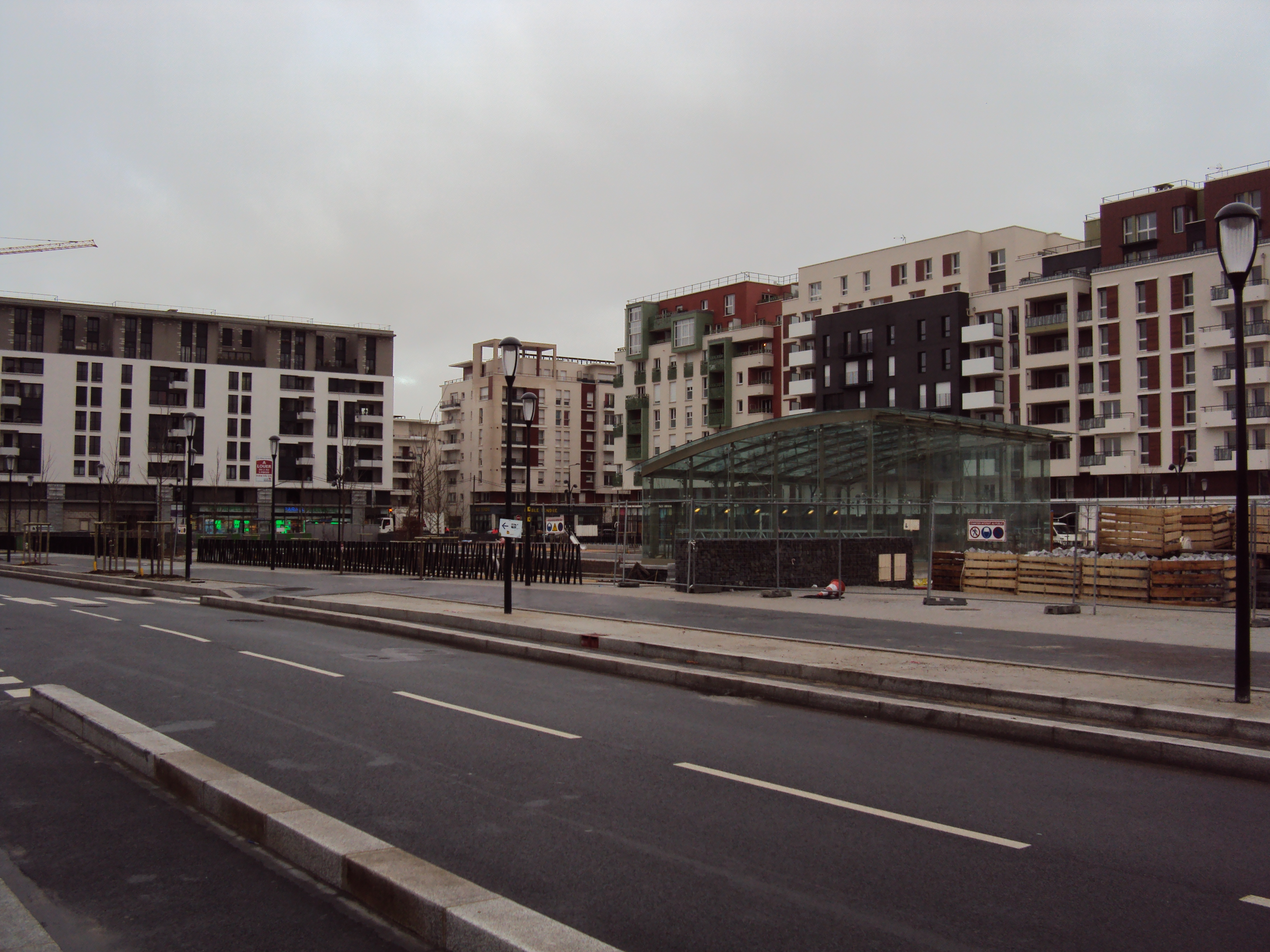
Après la construction, en 2012.